# Dedoplis Mindori
Dedoplis Mindori (en georgià: დედოფლის მინდორი, literalment: 'Prat de la Reina'), és un jaciment arqueològic de la regió est-central de Xida Kartli, Geòrgia. És un lloc amb múltiples capes, en el qual s'han trobat algunes eines de pedra del'acheulià i mosterià, enterraments des de l'edat del bronze tardà fins a l'edat del ferro, i diversos assentaments i enterraments de l'antiguitat clàssica i l'edat mitjana. De particular importància és un substancial complex que alguna vegada inclogué edificis religiosos, datats entre els segles II i I aC, i inscrits en la llista dels Monuments Culturals destacats de Geòrgia. La plana de Dedoplis Mindori es troba al costat d'un grup de monticles, conegut com a Aradetis Orgora, on les troballes arqueològiques abasten diversos períodes de la seqüència cultural local, des del Calcolític fins l'alta edat mitjana.

## Descripció
Dedoplis Mindori és una plana que ocupa una àrea d'aproximadament 25 quilòmetres quadrats, uns 3 km a l'oest del poble d'Aradeti, del municipi de Kareli. Al seu límit sud, on el riu Ptsa s'uneix al Kura a prop del poble de Doghlauri, hi ha Aradetis Orgora, un grup de tres monticles: el dominant, conegut com Dedoplis Gora ('Pujol de la reina'), s'eleva a 34 m sobre el riu. Una sèrie d'estudis de reconeixement arqueològic van explorar tant la plana com els monticles a les dècades de 1950 i 1960, però l'estudi arqueològic sistemàtic de l'àrea es va realitzar sota la direcció de Iulon Gagoshidze de 1972 a 1982. Les excavacions van revelar un extens complex d'edificis religiosos a Dedoplis Mindori i un palau a Dedoplis Gora. Les excavacions a Aradetis Orgora romanen en curs, com a part del projecte arqueològic georgià-italià de Xida Kartli, una col·laboració del Museu Nacional de Geòrgia i la Universitat Ca' Foscari de Venècia iniciada l'any 2009.
El santuari de Dedoplis Mindori és desconegut per la història escrita. Segons el seu excavador, Iulon Gagoshidze, podria haver servit com un dels principals santuaris precristians, i probablement va ser un santuari reial, de l'antic Regne de Kartli, conegut al món clàssic com a Regne d'Ibèria. Els arqueòlegs daten els temples d'entre el segle II al segle I aC.
A la fi del segle i, el complex va ser destruït per un incendi. Aquesta datació és recolzada per l'evidència arqueològica combinada d'un complex de palau a la propera Dedoplis Gora: ceràmica, articles de bronze importats de l'Imperi romà i l'anàlisi de radiocarboni. Les puntes de fletxa trobades als dipòsits suggereixen que l'incendi va ser resultat d'un conflicte militar.

## Construcció
La porció central de la plana de Dedoplis Mindori està ocupada per un complex d'edificis religiosos, amb una àrea total de 4 ha (225 × 180 m). El complex consta de vuit temples, dues portes d'accés, habitatges i d'altres estructures accessòries, construïdes simultàniament d'acord amb un pla rectangular uniforme ben dissenyat. Els edificis, orientats al sud-nord, envolten un pati central quadrat, que fa 105 × 103 m. Tenien parets de maó de fang, amb sòcols de llambordes i, amb l'excepció del temple principal, estaven cobertes amb teules de terracota. Les columnes de fusta dels temples i les portes estaven coronades amb capitells de gres, decorats amb elaborades talles.
El temple principal es troba a l'extrem sud del complex. Amb una sala de columnes com a element arquitectònic central, el seu disseny està inspirat en la tradició arquitectònica aquemènida. El seu gran pòrtic de columnes obertes i la seva naos quadrada estan envoltades per una girola en tres costats. A l'extrem nord de l'edifici hi ha un pòrtic de dues columnes amb balcó. La naos, amb una àrea de 300 metres quadrats, allotjava un altar sota una cúpula, sostinguda per quatre columnes; el seu podi de tova ha sobreviscut fins a l'actualitat. Les parets del temple havien estat enlluïdes i adornades amb murals. Un temple més petit de disseny similar es troba al límit nord del pati, amb un sostre de teules inclinades que li dona una aparença «hel·lenística». Altres sis llocs de culte arquitectònicament més simples es troben a la vora, cadascú amb un pòrtic obert connectat a una naos quadrada amb una porta. Els edificis religiosos estan envoltats d'habitatges contemporanis, probablement per als qui servien en el santuari. Més de 400 m al nord-oest, hi ha restes d'un assentament de treballadors de la construcció i artesans, així com un pou d'argila, amb una sèrie de ceràmiques descartades i trencades.